# IHF-Pokal der Frauen 1989/90
Der IHF-Pokal 1989/90 war die neunte Austragung dieses Wettbewerbes, an der 22 Handball-Vereinsmannschaften teilnahmen, die sich in der vorangegangenen Saison in ihren Heimatländern für den Europapokal qualifiziert hatten. Zum zweiten Mal konnte ASK Vorwärts Frankfurt/O. aus der DDR nach 1985 den Pokal gewinnen.

## Ausscheidungsrunde
|                                | Gesamt |                       | Hinspiel | Rückspiel |
| ------------------------------ | ------ | --------------------- | -------- | --------- |
| DHC Meeuwen                    | 23:38  | Stockholmspolisens IF | 14:24    | 09:14     |
| Van der Voort/Quintus          | 29:33  | AIA Tranbjerg         | 15:12    | 14:21     |
| ES Besançon                    | 64:39  | Colégio de Gaia       | 36:16    | 28:23     |
| G.S. Ariosto Pallamano Ferrara | 46:34  | Arion Ptolemaidas     | 28:19    | 18:15     |
| HB Strassen                    | 22:57  | BSV Weinfelden        | 12:28    | 10:29     |
| TJ Inter Slovnaft Bratislava   | 70:25  | Inka Istanbul         | 42:09    | 28:16     |

CS Mureșul Târgu Mureș, Spartak Kiew, BP Kőbánya Spartacus, Bayer 04 Leverkusen, Sparkasse Wien-Neustadt, Volan Sofia, Nordstrand IF, RK Belinka Olimpija Ljubljana, ASK Vorwärts Frankfurt/O. und CM Leganés hatten Freilose und zogen damit direkt in das Achtelfinale ein.

## Achtelfinale
|                                | Gesamt |                              | Hinspiel | Rückspiel |
| ------------------------------ | ------ | ---------------------------- | -------- | --------- |
| Bayer 04 Leverkusen            | 38:39  | Spartak Kiew                 | 21:15    | 17:24     |
| G.S. Ariosto Pallamano Ferrara | 31:60  | TJ Inter Slovnaft Bratislava | 15:31    | 16:29     |
| CS Mureșul Târgu Mureș         | 59:44  | Sparkasse Wien-Neustadt      | 31:23    | 28:21     |
| BSV Weinfelden                 | 32:43  | AIA Tranbjerg                | 13:21    | 19:22     |
| Stockholmspolisens IF          | 37:42  | Nordstrand IF                | 17:21    | 20:21     |
| CM Leganés                     | 35:48  | BP Kőbánya Spartacus         | 21:20    | 14:28     |
| RK Belinka Olimpija Ljubljana  | 42:39  | Volan Sofia                  | 22:14    | 20:25     |
| ES Besançon                    | 33:38  | ASK Vorwärts Frankfurt/O.    | 14:21    | 19:17     |

## Viertelfinale
|                           | Gesamt |                               | Hinspiel | Rückspiel |
| ------------------------- | ------ | ----------------------------- | -------- | --------- |
| Spartak Kiew              | 53:23  | AIA Tranbjerg                 | 31:11    | 22:12     |
| BP Kőbánya Spartacus      | 52:43  | Nordstrand IF                 | 25:15    | 27:28     |
| ASK Vorwärts Frankfurt/O. | 49:37  | TJ Inter Slovnaft Bratislava  | 27:14    | 22:23     |
| CS Mureșul Târgu Mureș    | 55:55  | RK Belinka Olimpija Ljubljana | 27:27    | 28:28     |

1. ↑  CS Mureșul Târgu Mureș qualifizierte sich aufgrund der Auswärtstorregel für das Halbfinale.

## Halbfinale
|                      | Gesamt |                           | Hinspiel | Rückspiel |
| -------------------- | ------ | ------------------------- | -------- | --------- |
| Spartak Kiew         | 55:43  | CS Mureșul Târgu Mureș    | 32:19    | 23:24     |
| BP Kőbánya Spartacus | 39:49  | ASK Vorwärts Frankfurt/O. | 21:23    | 09:26     |

## Finale
Das Hinspiel fand am 20. Mai 1990 in Tscherkassy und das Rückspiel am 27. Mai 1990 in der Frankfurter Oderlandhalle statt.
|              | Gesamt |                           | Hinspiel | Rückspiel |
| ------------ | ------ | ------------------------- | -------- | --------- |
| Spartak Kiew | 38:40  | ASK Vorwärts Frankfurt/O. | 22:19    | 16:21     |

### Hinspiel
| Spartak Kiew | Spartak Kiew | ASK Vorwärts Frankfurt/Oder | ASK Vorwärts Frankfurt/Oder |
| | Hinspiel Sonntag, 20. Mai 1990 um 14:00 Uhr in Tscherkassy Ergebnis: 22:19 (12:7) Zuschauer: 1.500 Schiedsrichter: Marek Szajna, J. Wroblewski ( Polen)                |                             |                             |
| Natalja Rusnatschenko – Laryssa Karlowa, Ina Schewtschenko, Dolgun, Switlana Mankowa, Olha Semenowa, Marina Basanowa, Garnusowa, Rybalko Trainer: Ihor Turtschyn | Silke Kroll, Manuela Kelm – Marika Ahrens, Sibylle Wagner, Bianca Urbanke, Katrin Stauber, Katrin Mietzner, Silke Fittinger , Karin Heinrich Trainer: Wolfgang Pötzsch |                             |                             |
| Schewtschenko (7) Dolgun (6/3) Karlowa (4) Semjonowa (2/1) Basanowa (2) Mankowa (1)                                                                              | Mietzner (7/2) Wagner (4) Fittinger (4) Urbanke (3) Stauber (1) |                             |                             |
| 4 | 5 |                             |                             |

### Rückspiel
| ASK Vorwärts Frankfurt/Oder | ASK Vorwärts Frankfurt/Oder | Spartak Kiew | Spartak Kiew |
| | Rückspiel Sonntag, 27. Mai 1990 um 17:00 Uhr in Frankfurt (Oder) Oderlandhalle Ergebnis: 21:16 (10:9) Zuschauer: 965 Schiedsrichter: Jo Nusser, Wim Struik ( Niederlande)   |              |              |
| Silke Kroll, Wenke Fürst – Marika Ahrens, Sibylle Wagner, Bianca Urbanke, Katrin Stauber, Katrin Mietzner, Silke Fittinger Trainer: Wolfgang Pötzsch | Natalja Rusnatschenko – Laryssa Karlowa, Ina Schewtschenko, Dolgun, Switlana Mankowa, Olha Semenowa, Marina Basanowa, Rybalko, Garnusowa, Towstogan Trainer: Ihor Turtschyn |              |              |
| Urbanke (6) Mietzner (6/1) Fittinger (5/1) Wagner (4)                                                                                                | Dolgun (4/3) Basanowa (4) Towstogan (4) Karlowa (1) Mankowa (1) Semjonowa (1) Schewtschenko (1/1)                                                                           |              |              |
| 1 | 3 |              |              |